# Ачинеры
Ачинеры (калм. Ачнр) — посёлок (сельского типа) в Черноземельском районе Калмыкии. Административный центр Ачинеровского сельского муниципального образования. Расположен в 62 км к западу от районного центра посёлка Комсомольский

## История
Дата основания не установлена. В 1910 году в Ачинерах была открыта, построенная на общественные средства Ачинеровская аймачная школа. В посёлке действовал хурул (закрыт в 1929 году).
В 1929 году по соседству с Ачинерами (в урочище Саста) был организован крупный овцесовхоз «Улан Хёёчи» (№ 15); ему был отведен участок земли в 200 тыс. гектаров. В январе 1930 года ему было передано для ведения хозяйства 73 117 овец на 1265 458 руб. Из конфискованного имущества совхоз получил сельхозинвентарь и часть рабочего скота. В 1930-31 годах за счёт средств хозяйства строится здание совхозной школы. В 1933 году на территории Ачинеровского сельского совета были организованы интернатная и приходящая школы. Интернатная школа была образована в совхозе № 3 «Улан Хееч» для детей калмыков – скотоводов, продолжавших кочевой образ жизни, а приходящая школа – для детей населения посёлка Соста. В 1937 году школа стала семилетней.
Впервые урочище Соста упомянуто в Списке населённых мест Астраханской губернии за 1859 год как место кочевья Ачинерова рода Икицохуровского улуса. В 1859 году в урочище насчитывалось 125 кибиток с население 500 человек.
28 декабря 1943 года были депортированы калмыки. Указом Президиума ВС СССР от 27.12.1943 года «О ликвидации Калмыцкой АССР и образовании Астраханской области в составе РСФСР», как и другие населённые пункты Черноземельского улуса Калмыкии посёлок был включён в состав Астраханской области (с 1951 года - в составе Ставропольского края). После депортации калмыков усадьба совхоза получила название "Состинский", собственно Ачинеры переименованы в посёлок Черноземельский (указанные населённые пункты слились в один не ранее 1958 года). В 1951 году на базе семилетней школа была открыта Черноземельская средняя школа № 1.
В 1956 году в посёлок начали возвращаться калмыки. В 1957 году на основании Указа Президиума ВС СССР «Об образовании Калмыцкой автономной области в составе РСФСР» посёлок был возвращён в состав Калмыкии. В 1959 году в школе были открыты национальные классы.
В 1990 году возвращено название Ачинеры.

## Физико-географическая характеристика
Посёлок расположен на западе Черноземельского района, в пределах Чёрных земель, являющихся частью Прикаспийской низменности. Высота над уровнем моря - 8 м. Рельеф местности равнинный. К югу от посёлка расположено озеро Состинское, к востоку озеро Кирпичное, в км к северо-востоку расположено озеро Торце. Почвенный покров комплексный: распространены солонцы луговые (гидроморфные) и бурые солонцеватые и солончаковые почвы. Почвообразующие породы — пески
Расстояние до столицы Калмыкии города Элиста составляет 150 км, до районного центра посёлка Комсомольский - 62 км. Автомобильная дорога с твёрдым покрытием к посёлку отсутствует.
Согласно классификации климатов Кёппена-Гейгера тип климата - семиаридный. Среднегодовая температура воздуха положительная и составляет + 10,3 °C, средняя температура самого холодного месяца января - 4,5 °C, самого жаркого месяца июля + 25,1 °C. Расчётная многолетняя норма осадков — 286 мм. 

## Население
| 2002 | 2010 |
| ---- | ---- |
| 606  | ↗707 |

Национальный состав
Согласно результатам переписи 2002 года большинство населения посёлка составляли калмыки (80 %)

## Экономика
Селообразующим предприятием является одно из крупнейших хозяйств Калмыкии — ОАО «Племзавод „Черноземельский“». Здесь выводят калмыцкий тип грозненской тонкорунной овцы путём скрещивания с австралийским бараном и развивают мясное скотоводство.

## Социальная сфера
В посёлке действует офис врача общей практики, клуб, средняя школа, ФОК, спортивный клуб "Савр".

## Экологическая ситуация
Основной экологической проблемой посёлка является подтопление, вызванное недостаточным сбросом воды вселедствии неудовлетворительного технического состояния Черноземельского коллектора и Чограйского сбросного канала. Особую экологическую тревогу вызывает эксплуатация технически несовершенных и морально устаревших мелиоративных систем, построенных с 1970 по 1990 годы.